# ماریام هاکوبیان (مجسمه‌ساز)
ماریام هاکوبیان (ارمنی: Մարիամ Վահանի Հակոբյան؛ زاده ۱۷ اوت ۱۹۴۹) یک مجسمه‌ساز اهل ارمنستان است.

## زندگی‌نامه
وی در ۱۷ اوت ۱۹۴۹ در ایروان به دنیا آمد و در سال ۱۹۶۸ از کالج هنری پانوس ترلمزیان و در سال ۱۹۷۴ آکادمی دولتی هنرهای زیبای ارمنستان فارغ‌التحصیل گشت. وی عضو اتحادیه نقاشان ارمنستان می‌باشد.

## نگارخانه

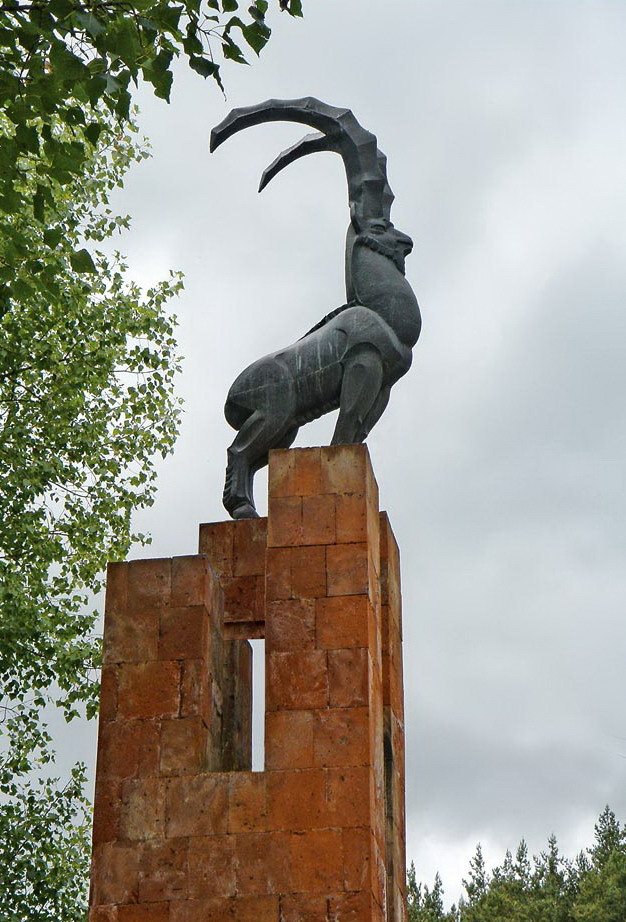

- پرونده:۱ Դրախտի դարպասները.jpg